# Ngunnawal
Die Ngunnawal sind ein Stamm der Aborigines, Ureinwohner von Australien, deren traditionelles Land sich über die Stadt Canberra und das umgebende Australian Capital Territory erstreckt. Sie begegneten den europäischen Siedlern erstmals in den 1820er Jahren und sprechen eine eigene Sprache, die Ngunnawal-Sprache. 

## Land
Die Ngunawal lebten in einem Gebiet, das die Gebiete der Orte Queanbeyan, Tumut im Tumut Shire, Boorowa im Boorowa Council und von Goulburn umfasste. 
Der früheste Beweis, dass die Ngunnawal in diesem Gebiet lebten, befindet sich in an einem Felsen bei Birrigai nahe bei Tharwa, der auf ein Alter von 20.000 Jahren datiert wurde. Jedoch, und das geht auf das Alter anderer historischer Plätze dieses Gebietes hervor, erfolgte die menschliche Besiedelung dieser Region vermutlich noch früher. Ob die frühen Besiedler dieser Plätze direkte Vorfahren der Ngunnawal sind, ist nicht erforscht. Überliefertes Wissen und Traditionen verbinden die Ngunnawal stark mit diesen Plätzen und mit dem umgebenden Land, daher ist anzunehmen, dass es die uralte Verbindung gibt.
Ihre Nachbarn waren die Aborigines der Yuin an der Küste, die Ngarigo südöstlich von Canberra, die Wiradjuri im Westen und die Gundungurra im Norden. 
Einige Clans der Aborigines, wie die Ngamberri, beanspruchen Gebietsteile, die innerhalb der angestammten Ngunnawal-Gebiete liegen. Allerdings führt dieser Besitzanspruch und der Statusanspruch als Nation innerhalb der Aborigines in Australien zu Diskussionen, da die Ngamberri ein kleiner Familienclan der Wiradjuri-Nation sind. Die Ngamberri kamen erst zur Zeit der europäischen Kolonisation in diese Gebiete als die europäischen Viehzüchter das Land okkupierten. Von einigen Aborigines Australiens wird dies als ein parteiischer Versuch betrachtet, diesen Anspruch zu sichern, bevor die Ngunnawal Erfolg mit ihrem Anspruch auf Land bekommen. Einige der Ngunnawal arbeiten auf den derzeitigen Grundbesitztümern in der Region. 
Andere Berichte in Australien gehen davon aus, dass die letzte Vollblut-Person der Ngunnawal, Nellie Hamilton, im Jahre 1897 starb. 

## Politik
Die Ngunnawal waren an der Gründung der Zelt-Botschaft in Canberra im Jahre 1972, einer politischen Bewegung für die Landrechte der Aborigines, nicht beteiligt. Die Eröffnungsrede des Sprechers des konstituierenden Konvents am Old Parliament House in Canberra am 2. Februar 1998 beinhaltete folgenden Satz:„We acknowledge that we are meeting today on country of which the people of the Ngunnawal tribe have been custodians for many centuries and on which the members of that tribe performed age-old ceremonies of celebration, initiation and renewal.“ (Deutsch: Wir wissen, dass dieses heutige Treffen auf dem Land des Ngunnawal-Stamms stattfindet, der der Sachverwalter dieses Landes für viele Jahrhunderte war und dass Stammesmitglieder uralte feierliche Zeremonien, Initiationen und rituelle Erneuerungen abhielten.) 
Im Oktober 2002 gaben einige Aborigines an, dass sie Mitglieder der Ngunnawal sind, die zwangsweise aus der Zelt-Botschaft vertrieben wurden, die ihren Weg verloren hat ("lost their way").
Der ACT Planning und Land Authority's annual report von 2004 rief zur Untersuchung der Ngunnawal-Sprache auf, um die Strände am Lake Tuggeranong und Lake Ginninderra in Übereinstimmung mit ihren traditionellen Namen und geografischen Bezeichnungen dieser Sprache zu benennen.
Im Jahre 2007 war Matilda House, eine Frau der Wiradjuri, die erste Person der Aborigines, die den australischen Premierminister Kevin Rudd in diesem angestammten Land auf dessen Aufforderung persönlich empfing.